# Albota
Albota – wieś w Rumunii, w okręgu Ardżesz, w gminie Albota. W 2011 roku liczyła 1345 mieszkańców.